# Ordini religiosi cavallereschi

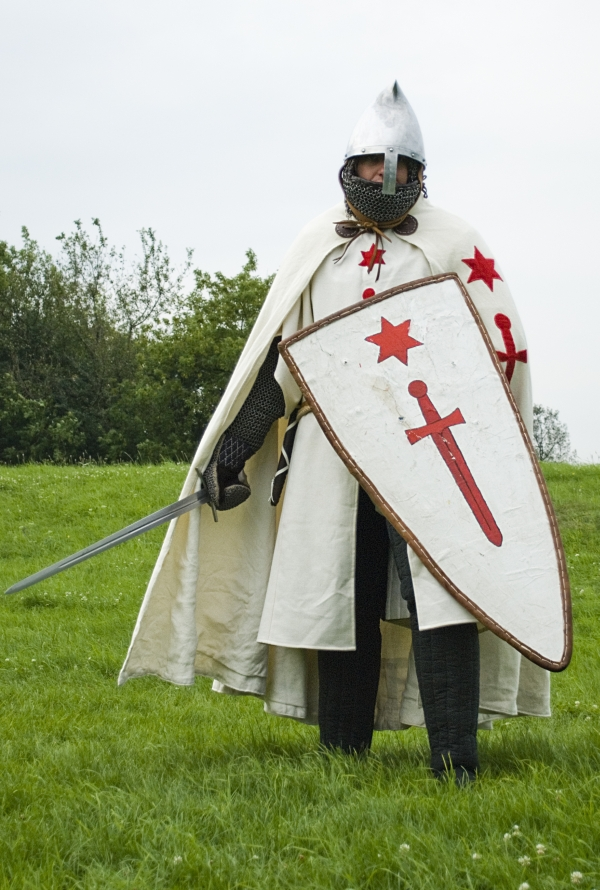
Armatura da cavaliere dell'Ordine di Dobrzyń indossata nell’ambito di una rievocazione storica in Polonia

Negli ordini religiosi cavallereschi (ordini religioso-militari), gli aderenti fanno voto di combattimento accanto a quelli di castità, obbedienza e povertà personale, che sono caratteristici della tradizione monastica. Lo status d'uomo d'armi che caratterizza gli appartenenti a tali ordini, li differenzia nettamente da qualunque altro ordine religioso d'area cristiana.
Gli ordini religioso-militari hanno avuto una parte importante nella storia della cristianità medievale.

## Storia
Storicamente nacquero con le Crociate, che diedero un nuovo significato al termine miles Christi: esso non indicava più solo il "martire della fede", ma anche il "combattente al servizio della fede". A quel tempo vi era però una proibizione che impediva ai cavalieri di prendere gli ordini sacri: un monaco non può spargere sangue altrui.
Bernardo di Chiaravalle, con il trattato " In lode della nuova milizia" superò questa proibizione: all'interno di questi nuovi ordini militari, posti al servizio di Cristo, si poteva essere al tempo stesso monaci e cavalieri. Oltre che alle Crociate, essi sono legati alla guerra di reconquista contro i Mori in Spagna, e contro i pagani Balti in Europa Orientale e nel Baltico (nell'ambito, soprattutto, della Crociata livoniana).
La maggior parte di questi ordini si estinse dopo la fine delle crociate. Una parte dei nomi di tali ordini sono stati ripresi in vario modo da associazioni moderne di laici.

## Elenco
Di seguito si riporta la lista dei principali ordini fondati nel Medioevo e la relativa data di istituzione.

### Internazionali
| Simbolo | Nome                                                                       | Fondazione        | Fondatore                                 | Città                             | Riconoscimento                                              | Protezione                                                                                    | Dissoluzione                           | Note |
| ------- | -------------------------------------------------------------------------- | ----------------- | ----------------------------------------- | --------------------------------- | ----------------------------------------------------------- | --------------------------------------------------------------------------------------------- | -------------------------------------- | --- |
|         | Ordine equestre del Santo Sepolcro di Gerusalemme (Militi Sancti Sepulcri) | c. 1099 – c. 1103 | Goffredo di Buglione                      | Gerusalemme, Regno di Gerusalemme | 1103 da Baldovino I di Gerusalemme 1113 da Papa Pasquale II | Regno di Gerusalemme 1291, Custodia di Terra Santa: 1230–1489, Papa: 1489-                    |                                        | Militi e Canonici svolgevano la funzione primaria di custodia e guardia d'onore del Santo Sepolcro, officiandovi le funzioni religiose e assicurandone difesa armata. L'ordine è stato riformato con un nuovo statuto concesso da papa Pio IX nel 1847. Allo stato attuale è un ordine vaticano di subcollazione pontificia                                                       |
|         | Cavalieri ospedalieri                                                      | c. 1099 – c. 1113 | Gerardo Sasso                             | Gerusalemme, Regno di Gerusalemme | 1113 da Papa Pasquale II                                    | Gran Maestro dell'Ordine di Malta, Papa                                                       |                                        | |
|         | Cavalieri templari                                                         | 1099/1119 circa   | Bernardo di Chiaravalle, Hugues de Payens | Gerusalemme, Regno di Gerusalemme | 1129 da Papa Onorio III fino al 1312 Papa Clemente V        | Papa: 1129-1312                                                                               | 1312 in Francia ad opera di Filippo IV | Sulla soppressione dell'ordine permangono opinioni discordanti fra gli studiosi. Alcuni, fra cui per prima la studiosa Barbara Frale, affermano che l'ordine si debba ritenere solo sospeso come sembrerebbe indicare la così detta "Pergamena di Chinon" redatta nel 1312 da papa Clemente V e ritrovata dalla studiosa sopraccitata nell'Archivio Segreto Vaticano;             |
|         | Cavalieri imperiali angelici aurati                                        | c. 1191           | Imperatore Isacco II Angelo               | Costantinopoli, Impero bizantino  | c. 1191. Imperatore Isacco II Angelo                        | Imperatore Alessio IV Angelo - Casa Angelo post 1204                                          |                                        | Appartenevano alla milizia aurata solo esponenti delle più elevate famiglie romano-bizantine. In vari casi tali consorterie rivendicavano la discendenza da illustri gentes romane (Comneni, Angelo, Ducas, Focas). Ispirazione per il successivo SMO Costantiniano di S. Giorgio istituito da Andrea Angelo (Flavio-Comneno) di Drisht (c. 1545, Paolo III, Cum sicut accepimus) |
|         | Cavalieri di San Lazzaro                                                   | c. 1118/1142      |                                           | Gerusalemme, Regno di Gerusalemme | 1255 Papa Alessandro IV fino a 1489 da Papa Innocenzo VIII  | Re Folco V d'Angiò: 1142 Papa: circa 1255-1572 Casa Savoia: 1572- Casa di Francia: 1609–1830. | 1489, 1572, 1609, 1830 (1856)          | [ 13 ] |
|         | Ordine teutonico                                                           | c. 1192           |                                           | Acri, Regno di Gerusalemme        |                                                             |                                                                                               |                                        | |

### Nazionali
| Simbolo | Nome | Fondazione | Fondatore          | Città      | Riconoscimento | Protezione | Dissoluzione | Note |
| ------- | --- | ---------- | ------------------ | ---------- | -------------- | ---------- | ------------ | --- |
|         | Ordine dei Santi Cosma e Damiano (Ordine dei Martiri)                                                         | 1030       |                    | Palestina  |                |            |              | [ 14 ] |
|         | Ordine di San Giacomo d'Altopascio (Ordine dei Cavalieri del Tau)                                             | 1050       |                    | Toscana    |                |            |              | dopo lo scioglimento per bolla pontificia del 1587, confluì, con i suoi beni, nel Sacro Militare Ordine di Santo Stefano Papa e Martire |
|         | Ordine di San Biagio e della Vergine Maria                                                                    |            |                    | Armenia    |                |            |              | coevo dei Templari, fondato in Armenia sotto la Regola di San Basilio; |
|         | Ordine di San Maurizio                                                                                        |            |                    |            |                |            |              | fu unificato dopo pochi anni della sua formazione all'ordine di San Lazzaro; |
|         | Ordine Militare di San Benedetto d'Avis                                                                       | 1147       |                    | Portogallo |                |            |              | [ 17 ] |
|         | Reale Ordine di Cipro, detto Ordine della Spada e del Silenzio                                                | 1193       | Guido di Lusignano | Cipro      |                |            |              | [ 18 ] |
|         | Cavalieri Ospitalieri di San Giovanni di Gerusalemme (Giovanniti, Ospitalieri, Ospedalieri o Gerosolimitani:) | 1025       |                    |            |                |            |              | Elevato a "Sovrano Ordine di San Giovanni di Gerusalemme" con bolla papale nel 1113. Da essi discendono, con diversi gradi di riconoscimento legale: - Sovrano Militare Ordine di Malta - Venerabile Ordine di San Giovanni - Ordine di San Giovanni del Baliaggio di Brandeburgo - Ordine di San Giovanni del Baliaggio dei Paesi Bassi - Ordine di San Giovanni del Baliaggio di Svezia |
|         | Sovrano Militare Ordine di Malta                                                                              |            |                    |            |                |            |              | ordine religioso di diritto Canonico (riconosciuto da 80 paesi), da cui dipende il Corpo militare dell'ACISMOM, ausiliario dell'Esercito Italiano. |
|         | Venerabile Ordine di San Giovanni                                                                             |            |                    |            |                |            |              | riconosciuto dai paesi del Commonwealth |
|         | Ordine di San Giovanni del Baliaggio di Brandeburgo                                                           |            |                    |            |                |            |              | riconosciuto dalla Germania |
|         | Ordine di San Giovanni del Baliaggio dei Paesi Bassi                                                          |            |                    |            |                |            |              | riconosciuto dal Regno dei Paesi Bassi |
|         | Ordine di San Giovanni del Baliaggio di Svezia;                                                               |            |                    |            |                |            |              | riconosciuto dalla Svezia |
|         | Ordine Militare di Alcántara                                                                                  | 1156       |                    |            | Regno di León  |            |              | [ 26 ] |

- Ospedalieri di Santo Spirito: fondato a Montpellier da Guido nel 1175 al fine di aiutare i "diseredati della vita" e riconosciuto da Papa Innocenzo III nel 1198;[27]

- Ordine Militare del Santissimo Salvatore di Santa Brigida di Svezia, fondato dalla Santa Svedese nel 1366 e approvato da Papa Urbano V nel 1370;[28]

- Ordine Militare di Calatrava: fondato nel 1158 nel regno di Castiglia;[29]

- Ordine di Santiago o Ordine di San Giacomo: costituitosi nel 1170;[30]

- Ordine di Monte Gioia: fondato nel 1180 e poi unito all'Ordine Militare di Calatrava;

- Ordine della Fortuna: fondato all'inizio del IX secolo a Brescia e poi rifondato nel 1190 in Palestina;[31]

- Ordine teutonico: creato nel 1191, fu protagonista di vari episodi storici in Terra Santa e in Europa orientale;[32][33]

- Ordine del Cristo (Portogallo): fu l'eredità dei Templari in Portogallo a seguito della loro soppressione in Francia;

- Ordine del Giardino degli Ulivi: fondato nel 1197 da Baldovino I a Gerusalemme. Si dubita dell'esistenza di quest'ordine per via della pressoché totale inesistenza di fonti;[34]

- Cavalieri Portaspada (in latino Fratres militiae Christi; in tedesco Schwertbrüder) fu un ordine monastico militare tedesco costituito nel 1202 da Albrecht von Buxthoeven. La regola era fondata sulla base di quella dei Cavalieri templari. Erano chiamati anche Cavalieri di Cristo o Fratelli della spada;[35][36]

- Ordine livoniano: dal 1237, i cavalieri portaspada ancora impegnati nella crociata livoniana confluirono nel neonato Ordine livoniano, ramo cadetto dell’Ordine teutonico ma che sopravvisse molto più a lungo cercando di ritagliarsi (con successo) qualche spazio di autonomia nel governo dei suoi possedimenti;[37]

- Ordine di Dobrzyń, fondato da Corrado di Masovia;[38]

- Ordine di Sant Jordi d'Alfama: fondato da Pietro il Cattolico nel 1201 in Catalogna;[39]

- Ordine di Santa Maria della Mercede per la liberazione degli schiavi: fondato nella cattedrale di Barcellona da San Pietro Nolasco, San Raimondo di Penafort e Giacomo I d'Aragona, il 10 agosto 1218;[40]

- Ordine della fede di Gesù Cristo: fondato nel 1221 in Francia;[41]

- Ordine reale di San Michele dell'Ala: costituito da Alfonso I del Portogallo dopo la conquista di Santarém strappata dai musulmani nel 1147;[42]

- Cavalieri di San Tommaso: fondato nel 1227;[43]

- Milizia di Gesù Cristo: fondata a Parma nel 1233 da Bartolomeo da Breganze. Opera ancora oggi;[44]

- Crocigeri della Stella Rossa: fondato attorno al 1233 da sant'Agnese di Boemia;[45]

- Ordine di Parte Guelfa: fondato a Firenze nel 1266 da papa Clemente IV;[46]

- Ordine di Montesa: fondato nel regno di Aragona nel 1312;[47]

- Ordine del Drago: creato nel 1387 da Sigismondo, re d'Ungheria (in seguito imperatore del Sacro Romano Impero);[48]

- Ordo Militiæ Mariæ Gloriosæ (frati gaudenti): erano un ordine militare e ospedaliero sorto nel XIII secolo per garantire la pace tra le fazioni cittadine; si estinse verso la fine del XVI secolo;[49]

- Cavalieri Crociati del Sacer Ordo Societatis Jesu Christi (Società di Gesù): ordine fondato il 13 gennaio 1459 da papa Pio II;

- Betlemitani od Ordine militare dei crociferi con stella rossa in campo blu, fondato dal vescovo di Betlemme nel XII secolo;[8]

- Ordine di Santa Maria di Betlemme: creato il 19 gennaio 1459;

- Ordine della Torre e della spada: creato da re Alfonso V di Portogallo nel 1459;
- Sacro Militare Ordine Costantiniano di S. Giorgio: sorto tra il 1520-1545, esiste ancora oggi;[50][51][52]

- Cavalieri Lauretani, ordine costituito nel 1545 da papa Sisto V a seguito della costruzione del santuario di Loreto;[53]

- Ordine dei Cavalieri del Giglio, costituito nel 1546 da Papa Paolo III;

- La Milizia Aurata o Ordine dello Speron d'Oro è stata "usata" quale titolo di rango e nobilitazione fino al 1841, unico conferimento della Santa Sede a riconoscere nobiltà gentilizia e a concedere nobiltà ereditaria, nonché, con analogo valore, sostituito dall'Ordine Piano e in particolare dal Cavalierato di Prima Classe, poi di Gran Croce, fondato da Pio IX e anch'esso denobilitato da Pio XII nel 1939;[54]

- Insigne Sacro Militare Ordine di Santo Stefano Papa e Martire, creato da papa Pio IV il 1º febbraio 1562 con la Bolla "His quae" (che ne approvò anche gli Statuti) e il cui Gran Magistero con la stessa Bolla fu dato in "affidamento" alla Casa Granducale di Toscana (prima Medici e poi Lorena); nel 1587 per volontà pontificia subentrò nei beni dell'estinto Ordine di San Giacomo d'Altopascio. Oggi si configura canonicamente come "Associazione pubblica di fedeli di fondazione pontificia".[55]

## Riconosciuti da Stati sovrani

### In Italia
L'Italia riconosce oggi come ordine religioso cavalleresco:
- Sovrano Militare Ordine di Malta
- Ordine equestre del Santo Sepolcro di Gerusalemme

Autorizza l'uso delle onorificenze dei seguenti ordini, considerati ordini dinastici: 
- Sacro Militare Ordine Costantiniano di San Giorgio (ramo ispano-napoletano e franco-napoletano)

### Santa Sede
La Santa Sede, oltre ai propri ordini equestri, riconosce e tutela due soli ordini religiosi cavallereschi:
- Sovrano Militare Ordine di Malta (Giovanniti)
- Ordine equestre del Santo Sepolcro di Gerusalemme[56]

### Nel mondo
Sono riconosciuti nei rispettivi paesi:
- Venerabile ordine di San Giovanni (Gran Bretagna)
- Ordine di San Giovanni del baliaggio di Brandeburgo (Germania)
- Ordine di San Giovanni del baliaggio dei Paesi Bassi
- Ordine di San Giovanni del baliaggio di Svezia